# Chittagong Mohammedan
Chittagong Mohammedan – klub piłkarski z Bangladeszu. Swoją siedzibę ma w mieście Chittagong. Gra na stadionie MA Aziz Stadium. Obecnie występuje w 1. lidze.